# Корниенко, Анатолий Васильевич
Анато́лий Васи́льевич Корние́нко (род. 25 февраля 1940 года, село Кашперовка Тетиевского района Киевской области) — учёный в области сельскохозяйственных наук. Членкор РАН (2014), РАСХН (1999), доктор сельскохозяйственных наук, профессор (1993), иностранный член Национальной академии аграрных наук Украины (2002).

## Биография
Окончил Уманский сельскохозяйственный институт (1962). Защитил докторскую диссертацию в 1988 году, присвоено звание профессора в 1993 году, член-корреспондент РАСХН с 1999 года. Ведущий учёный в области генетики, селекции сахарной и кормовой свеклы, технологии возделывания, хранения и переработки сахарной и кормовой свеклы.
После окончания института работал главным агрономом (1962—1965) колхоза «Перемога» Тетиевского р-на Киевской обл. С 1965 по 1968 г. — второй секретарь Тетиевского РК комсомола, одновременно с 1965 года по 1967 год учащийся Уманского педагогического института. Аспирант ВНИИ сахарной свеклы с 1968 года по 1971 год, директор Центральной селекционно-генетической станции НПО «Сахсвекла» с 1971 года по 1988 год. В 1988 году возглавил Всероссийский НИИ сахарной свеклы и сахара им. А. Л. Мазлумова.
Разработал: метод генетической трансформации; метод паспортизации сортов по изоферментному составу; метод гаплоидии; метод микроклонального размножения; способ ускоренного получения самофертильных линий-закрепителей ЦМС; метод оценки исследования количественных признаков массы корнеплода и сахаристости по признаку реализованной наследственности; модель генетического контроля признака плодности, самостерильности, массы и сахаристости корнеплода; метод получения исходного материала и гибридных семян, основанных на изменениях в функциональных свойствах цитоплазматических и ядерных структур; классификации этапов мутационной и рекомбинационной селекции сахарной свеклы; классификации хлорофильных мутаций, позволяющих проводить генетическое маркирование селекционных и других материалов. Предложил идею использования магнитно-резонансной томографии для изучения особенностей выращиваемых образцов свеклы с целью выведения уникальных сортов и возрождения российской селекционной практики.
Под руководством Корниенко разработана технология выращивания и уборки маточных корнеплодов сахарной свеклы, энергоресурсосберегающей технологии производства сахарной свеклы, экологически чистой безгербицидной технологии и безотходной технологии производства сахара.
Является автором 75 сортов и гибридов кормовой свеклы, гороха и ячменя.
С 1997 года — заслуженный деятель науки Российской Федерации и Украины. Награждён орденом «Знак Почёта», медалью им. Н. И. Вавилова, нагрудным знаком «Изобретатель СССР», медалями ВДНХ и ВВЦ. Избран академиком Международной академии информатизации, Российской экологической академии . Опубликовал около 230 научных трудов, в том числе 18 книг и монографий. Лично разработал 75 теорий, законов, правил, принципов, гипотез, направлений, методик, концепций. Имеет более 30 патентов и авторских свидетельств.
Подготовил 42 доктора и кандидатов наук.